# The Vampire Diaries (série de televisão)
The Vampire Diaries (bra: Diários de um Vampiro; prt: Diários do Vampiro) é uma série de televisão americana de drama adolescente sobrenatural desenvolvida por Kevin Williamson e Julie Plec, baseada na série literária de mesmo nome escrita por L. J. Smith. A série estreou na The CW em 10 de setembro de 2009 e concluiu em 10 de março de 2017, tendo exibido 171 episódios ao longo de oito de temporadas
O episódio pilot atraiu a maior audiência para a The CW de qualquer estreia de série desde que a rede foi lançada em 2006; a primeira temporada teve uma média de 3,60 milhões de espectadores. Tornou-se a série mais assistida da rede antes de ser superada por Arrow. O programa recebeu inúmeras indicações a prêmios, ganhando quatro People's Choice Awards e muitos Teen Choice Awards.
Em abril de 2015, a atriz principal Nina Dobrev, que interpretou Elena Gilbert, confirmou que deixaria o programa após sua sexta temporada. Dobrev voltou a gravar uma narração para o final da sétima temporada e retornou como estrela convidada no final da série. Em março de 2016, a CW renovou a série para uma oitava temporada, mas em julho daquele ano anunciou que a oitava temporada, composta por 16 episódios, seria a última do programa.
Os conceitos e personagens desenvolvidos na série serviram para lançar uma franquia de mídia que inclui outras séries de televisão, webséries, romances e histórias em quadrinhos. A série de televisão The Originals (2013–2018) – que também foi ao ar na The CW – foi a primeira grande entrada nesta coleção de obras conectadas, seguida por um spin-off de The Originals intitulado Legacies (2018–2022), que também foi ao ar na The CW.

## Visão geral da série
A série se passa na cidade fictícia de Mystic Falls, Virgínia, uma cidade carregada de história sobrenatural. Ela segue a vida de Elena Gilbert, uma adolescente que acaba de perder os pais em um acidente de carro, quando ela se apaixona por um vampiro de 161 anos chamado Stefan Salvatore, que ela acha que é apenas um humano normal. O relacionamento deles se torna cada vez mais intrincado quando o misterioso irmão mais velho de Stefan, Damon Salvatore, retorna a Mystic Falls com um plano para trazer de volta seu amor do passado, Katherine Pierce, que é a doppelgänger de Elena. Embora Damon inicialmente guarde rancor contra seu irmão por forçá-lo a se tornar um vampiro, ele mais tarde se reconcilia com Stefan e se apaixona por Elena, criando um triângulo amoroso entre os três. Ambos os irmãos tentam proteger Elena enquanto enfrentam vários vilões e ameaças à sua cidade, incluindo Katherine. O passado dos irmãos Salvatore e a história da cidade, juntamente com seus segredos, são revelados por meio de flashbacks conforme a série avança.
Histórias adicionais giram em torno dos outros habitantes da cidade, mais notavelmente o irmão mais novo de Elena, Jeremy Gilbert, e a tia Jenna Sommers, suas melhores amigas Bonnie Bennett e Caroline Forbes, seus amigos em comum Matt Donovan e Tyler Lockwood, a irmã mais velha de Matt, Vicki Donovan, e seu professor de história e caçador de vampiros Alaric Saltzman. A política da cidade é orquestrada pelo conselho dos Fundadores, composto por descendentes das famílias fundadoras: os Fells, os Forbes, os Lockwoods, os Gilberts e os Salvatores. Eles protegem a cidade principalmente de vampiros e outras ameaças sobrenaturais, como lobisomens, bruxas, híbridos (lobisomem/vampiro) e fantasmas.

## Elenco e personagens

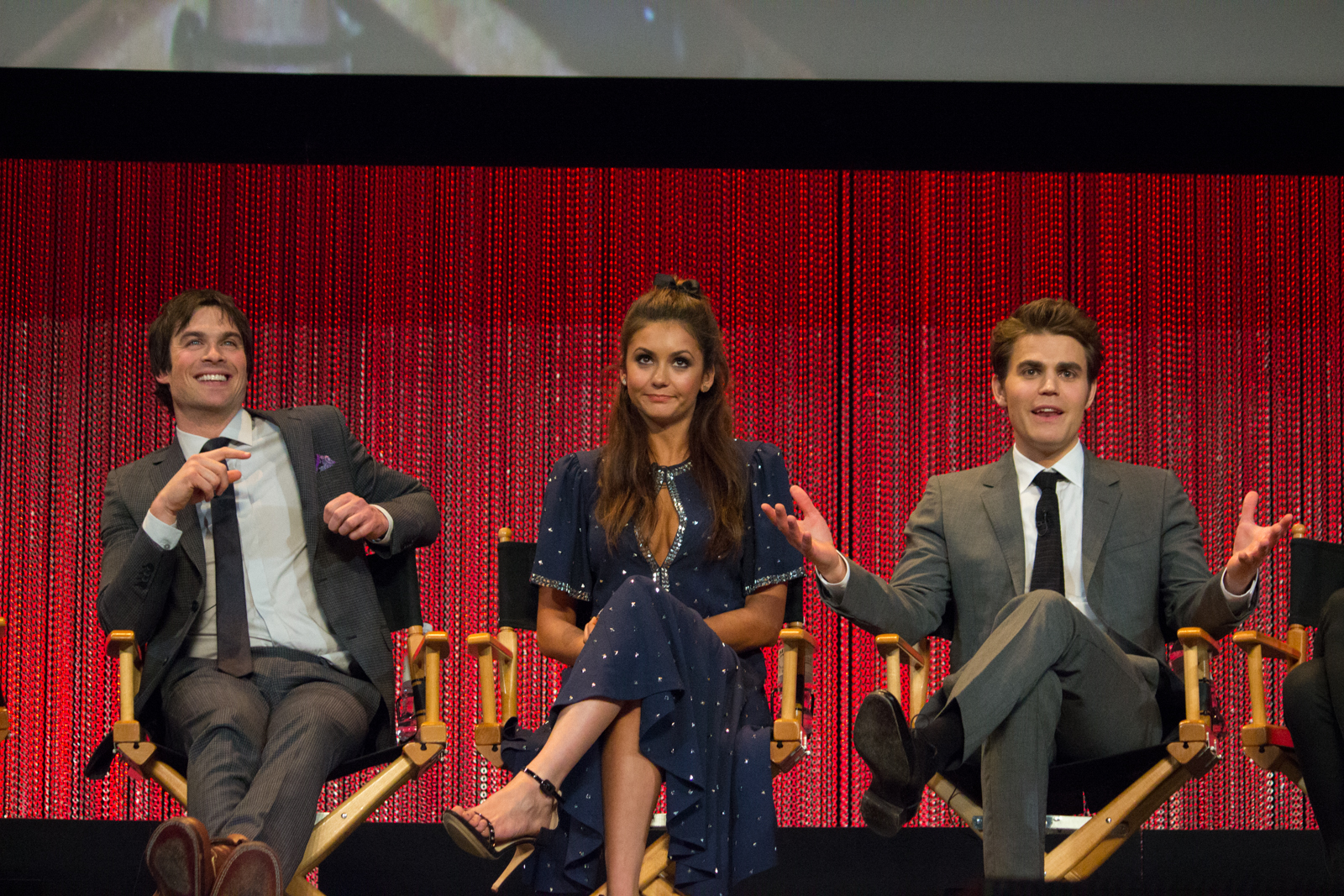
Ian Somerhalder, Nina Dobrev, e Paul Wesley no PaleyFest 2014

- Nina Dobrev como Elena Gilbert (temporada 1–6; temporada convidada 8),[7] uma jovem órfã que se apaixona pelo vampiro Stefan Salvatore e mais tarde por seu irmão, Damon, criando um triângulo amoroso. Quando Stefan desliga sua humanidade após ser chantageado por Klaus, Damon tem a oportunidade de se aproximar de Elena. Isso faz com que ela seja ainda mais atraída para o mundo sobrenatural e resulta em sua luta para sobreviver a eventos sobrenaturais na cidade. Elena se torna uma vampira após os eventos do final da terceira temporada, mas toma a cura e se torna humana novamente na sexta temporada. No final da sexta temporada, a vida de Elena foi ligada à de Bonnie de tal forma que, enquanto Bonnie estiver viva, Elena permanecerá dormindo.
  - Dobrev também interpreta a doppelgänger de Elena, Katerina Petrova, também conhecida como Katherine Pierce. Dobrev apareceu esporadicamente como Katherine nas temporadas subsequentes, com Katherine desempenhando um papel significativo na segunda e quinta temporadas.
  - Dobrev também interpreta o progenitor dos sósias de Petrova e o verdadeiro amor de Silas, Amara, durante a quinta temporada, a quem ele procurou na vida após a morte por dois mil anos.
- Paul Wesley como Stefan Salvatore,[8] um vampiro de bom coração e afetuoso e o completo oposto de seu irmão mais velho, Damon Salvatore. Mais tarde na série, Stefan retorna aos seus velhos hábitos como um Estripador para salvar Damon de uma mordida de lobisomem. Seu papel se torna mais antagônico, depois de ser forçado a desligar sua humanidade. Eventualmente, ele retorna ao seu eu de bom coração e carinho e se reconcilia com Elena, mas o relacionamento não dura muito. Ele se torna humano novamente na temporada final e se casa com Caroline na oitava temporada, mas é morto depois no final da série, quando ele se sacrifica junto com Katherine para salvar Mystic Falls.
  - Wesley também interpreta seu sósia revelado, Silas, o primeiro ser imortal do mundo, na quarta e quinta temporadas.
  - Wesley também interpretou outro sósia, Tom Avery, durante a quinta temporada.
- Ian Somerhalder como Damon Salvatore,[9] o irmão mais velho e malévolo de Stefan. Ele é geralmente considerado egoísta e manipulador, usando humanos para seu próprio ganho sem consideração, mas depois começa a mostrar um lado mais atencioso. Ao longo da série, Damon consegue consertar seu relacionamento com Stefan e se torna o melhor amigo de Alaric e Bonnie. Embora seu amor por Elena seja inicialmente unilateral, ela começa a desenvolver sentimentos por ele enquanto trabalham juntos para salvar Stefan depois que ele cede ao seu lado Estripador. Eles começam a namorar na quarta temporada, depois que Elena se transforma em vampira, e continuam a ter um relacionamento intermitente até que Elena, agora humana, é colocada em seu sono profundo no final da sexta temporada.
- Steven R. McQueen como Jeremy Gilbert (temporadas 1–6; temporada convidada 8),[10] irmão mais novo de Elena, na verdade revelado como seu primo biológico. Mais tarde, ele se torna um membro do The Five, um grupo de caça aos vampiros que lhe dá poderes sobrenaturais. Jeremy é morto na quarta temporada depois que Katherine o joga em Silas, que drena seu sangue. Ele é ressuscitado por Bonnie Bennett, seu interesse amoroso, no final da quarta temporada. Na sexta temporada, ele deixa Mystic Falls para caçar vampiros, sem o conhecimento de todos, exceto Alaric. Jeremy retorna a Mystic Falls no episódio final depois que a maldição de Elena é quebrada, e começa a trabalhar como professor no Internato Salvatore para Jovens e Superdotados que Alaric e Caroline abrem.
- Sara Canning como Jenna Sommers (temporadas 1–2; temporadas convidadas 3, 5 e 8),[11] tia e guardiã legal de Elena e Jeremy após a morte de seus pais. Embora seja jovem, ela se esforça para ser um modelo para Elena e Jeremy e cuidar deles. Ela sai com Alaric depois que ele se muda para a cidade no meio da primeira temporada. Jenna foi morta na segunda temporada durante o ritual híbrido de Klaus após ser transformada em vampira.
- Kat Graham como Bonnie Bennett,[12] A melhor amiga de Elena e Caroline e uma bruxa muito poderosa. Ela morreu inúmeras vezes, mas sempre encontrou uma maneira de retornar. Ela desenvolve e controla seus poderes com a ajuda de sua avó, Sheila ou "Grams", outra bruxa da família Bennett. Ela geralmente é capaz de usar sua magia para ajudar o grupo e, embora inicialmente odeie vampiros, principalmente Damon, ela acaba se aquecendo para eles; ela e Damon se tornam melhores amigos depois de ficarem presos em um mundo prisão com ele por quatro meses durante a sexta temporada. Bonnie perdeu e recuperou sua habilidade de fazer mágica várias vezes ao longo do show. Ela passou a segunda à quinta temporadas em um relacionamento intermitente com o irmão de Elena, Jeremy, e mais tarde se envolveu com Enzo. Na sétima temporada, Bonnie enfrenta o desafio de ter recebido a maldição dos caçadores de Rayna Cruz, o que coloca todos os seus amigos vampiros em risco. No final da série, Bonnie quebra o feitiço do sono em Elena e deixa Mystic Falls para viajar pelo mundo.
- Candice King como Caroline Forbes,[13] A melhor amiga de Elena e Bonnie, que costumava ser insegura e às vezes com ciúmes de Elena pela atenção que ela recebia, muitas vezes se sentindo em segundo lugar. Depois de se transformar em uma vampira na segunda temporada, ela se torna mais atenciosa e simpática. Neurótica, mas adorável, Caroline tem sido o interesse amoroso de muitos personagens masculinos. Ela inicialmente serve como brinquedo de Damon na primeira temporada, pelo qual ela o odeia, mas depois eles se tornam amigos. Depois, ela tem relacionamentos sérios com Matt, Tyler, Alaric e Stefan. Ela foi por muito tempo o assunto da adoração de Klaus, com quem ela dorme na quinta temporada também. Caroline dá à luz as filhas gêmeas de Alaric e Jo depois de engravidar delas por meio de um feitiço lançado pelo Gemini Coven e se torna mãe delas, já que Jo é morta na sétima temporada. Ela se casou com Stefan pouco antes de sua morte na oitava temporada e consertou seu relacionamento com Damon. Caroline cria os gêmeos com Alaric, que ela vê como seu; ela abre o internato Salvatore para jovens e superdotados com Alaric.
- Zach Roerig como Matt Donovan,[14] irmão mais novo de Vicki e amigo de infância e ex-namorado de Elena, que se envolveu romanticamente com Caroline na primeira e segunda temporadas. Matt e Caroline continuam bons amigos mesmo depois de terminarem durante a segunda temporada. Matt não quer participar dos eventos sobrenaturais em sua cidade e mais tarde entra em desacordo com os vampiros quando se torna um policial e tenta proteger a cidade deles. Ele se torna o xerife na oitava temporada e planeja concorrer a prefeito.
- Kayla Ewell como Vicki Donovan (temporada 1; temporadas recorrentes 3 e 8; temporadas convidadas 2 e 5), a irmã mais velha viciada em drogas de Matt. Ela parece estar namorando Tyler, mas também está interessada em Jeremy. Ela é bastante insegura sobre si mesma, sendo pobre e uma estranha. Ela é transformada em vampira por Damon e é morta por Stefan logo depois devido a ela ficar fora de controle e atacar Elena. Após a destruição do Outro Lado, o limbo sobrenatural onde ela residia após sua morte, Vicki foi enviada para o Inferno.
- Michael Trevino como Tyler Lockwood (temporadas 1–6; temporadas convidadas 7–8),[15] um lobisomem, mais tarde transformado em um híbrido por Klaus, o melhor amigo de Matt e filho do prefeito de Mystic Falls. Sua família carrega um traço licantrópico, sendo descendente de um antigo clã de lobisomens. Seu pai, o prefeito, tinha o gene, mas não desencadeou a maldição. Seu tio Mason também era um lobisomem desencadeado, que foi morto por Damon na segunda temporada. Tyler foi transformado no primeiro híbrido bem-sucedido por Klaus. No final da quinta temporada, ele retorna a ser apenas um humano. Ele reativa seu gene de lobisomem e deixa a cidade no final da sexta temporada. Ele aparece em alguns episódios da sétima temporada, protegendo o caixão de Elena.
- Matt Davis como Alaric Saltzman (temporadas 1–3, 6–8; temporadas convidadas 4–5),[16] um professor de história, caçador de vampiros e interesse amoroso de Jenna nas duas primeiras temporadas. Davis deixou o show no final da terceira temporada depois que Alaric foi morto. Seu personagem retornou como regular a partir da sexta temporada, depois que ele foi ressuscitado na quinta temporada.[17] Seu vampirismo é arrancado pela magia, transformando-o em um humano mais uma vez, depois de ser salvo por Josette Laughlin (Jodi Lyn O'Keefe); os dois começam a namorar. Jo engravida e eles planejam se casar, mas ela é assassinada por seu irmão Malachai em seu casamento. O coven Gemini, a família bruxa de Jo, foi capaz de transferir os bebês para o útero de Caroline, e ela dá à luz as filhas gêmeas de Alaric e Jo - Josie e Lizzie, nomeadas em homenagem à sua mãe biológica Josette e à mãe de Carolines, Elizabeth. Caroline e Alaric se mudam para Dallas juntos e começam um relacionamento, mas terminam quando Caroline decide ficar com Stefan após seu retorno no final da sétima temporada. Alaric estabelece o Salvatore Boarding School for the Young & Gifted com Caroline, com quem ele cria os gêmeos, enquanto Jo cuida dele da vida após a morte.
- Joseph Morgan[18] como Klaus Mikaelson (temporadas 3–4, temporada recorrente 2; temporadas convidadas 5 e 7), o Híbrido Original, que começa a construir um exército de novos "híbridos", que são metade vampiros e metade lobisomens. Durante a terceira temporada, Klaus começou a desenvolver sentimentos por Caroline e se apaixona por ela. Klaus eventualmente se muda para Nova Orleans, onde seu personagem é o protagonista do spin-off The Originals.
- Michael Malarkey[19] como Enzo St. John (temporadas 6–8; temporada recorrente 5), um vampiro anteriormente sob a prisão da sociedade Augustine. Ele era companheiro de cela de Damon Salvatore na década de 1950, quando este último foi capturado pelos Augustines. Ele e Damon reviveram sua amizade enquanto ele procurava por sua amante perdida, Maggie. No episódio da quinta temporada "Man on Fire", Enzo desligou sua humanidade após descobrir a verdade sobre a morte de Maggie. Mais tarde, ele é morto por Stefan, tendo seu coração arrancado. Ele foi ressuscitado no final da quinta temporada e se torna o interesse amoroso de Bonnie, antes de ficar sob o controle do monstro no cofre no final da sétima temporada. Ele é morto por um Stefan sem humanidade na oitava temporada, tendo seu coração arrancado novamente. Ele cuida de Bonnie na vida após a morte.

## Episódios
| Temporada | Temporada | Episódios | Episódios | Originalmente exibido  | Originalmente exibido |
| Temporada | Temporada | Episódios | Episódios | Estreia da temporada   | Final da temporada    |
| --------- | --------- | --------- | --------- | ---------------------- | --------------------- |
|           | 1         | 22        | 22        | 10 de setembro de 2009 | 13 de maio de 2010    |
|           | 2         | 22        | 22        | 9 de setembro de 2010  | 12 de maio de 2011    |
|           | 3         | 22        | 22        | 15 de setembro de 2011 | 10 de maio de 2012    |
|           | 4         | 23        | 23        | 11 de outubro de 2012  | 16 de maio de 2013    |
|           | 5         | 22        | 22        | 3 de outubro de 2013   | 15 de maio de 2014    |
|           | 6         | 22        | 22        | 2 de outubro de 2014   | 14 de maio de 2015    |
|           | 7         | 22        | 22        | 8 de outubro de 2015   | 13 de maio de 2016    |
|           | 8         | 16        | 16        | 21 de outubro de 2016  | 10 de março de 2017   |

### 1.ª temporada (2009-2010)
A série segue a vida de Elena Gilbert (Nina Dobrev), uma jovem estudante de 17 anos, que após perder seus pais em um acidente de carro, começou a lidar com o luto e a tristeza. Elena se apaixona por um vampiro chamado Stefan Salvatore (Paul Wesley) e os dois começam um relacionamento. A vida de Elena começa a se tornar feliz novamente, porém, a relação dos dois acaba se tornando complicada com a chegada do cruel irmão mais velho de Stefan, Damon (Ian Somerhalder), que também é um vampiro. Ele retorna á cidade para atrapalhar a vida de Stefan e para salvar sua amada Katherine Pierce (Nina Dobrev) de uma tumba, onde supostamente está presa com outros vampiros desde 1864.

### 2.ª temporada (2010-2011)
Katherine revela-se estar viva por anos e retorna à Mystic Falls alegando o seu amor imortal por Stefan, porém, os irmãos Salvatore duvidam de sua palavra. Katherine é uma duplicata ancestral de Elena, e junto com ela chegou também na cidade o misterioso Mason Lockwood (Taylor Kinney), tio de Tyler (Michael Trevino). Damon insiste na ideia de que existe algo de sobrenatural com a família Lockwood, e descobre depois que todos os remanescentes da família descendem de lobisomens. Katherine e Mason procuram um antigo artefato da família Lockwood, para impedir a chegada de Klaus, um antigo inimigo.

### 3.ª temporada (2011-2012)
Klaus (Joseph Morgan), um membro da antiga família de vampiros originais, planeja criar um exército de híbridos (criaturas metade lobisomem e metade vampiro) a seu favor. Ele força Stefan a segui-lo em sua jornada de criação dessas criaturas pelo sul do país. Embora Stefan esteja o seguindo em dívida por Klaus ter salvado a vida de Damon, Elena nunca desistiu de encontrar Stefan, mesmo quando ele foi obrigado pelo Original a desligar sua humanidade. O desejo de encontrar o namorado a fez se aproximar de Damon, que agora tem a dificil missão de proteger Elena quando Klaus descobriu que para criar seus híbridos, os memos precisam beber do sangue de Elena.

### 4.ª temporada (2012-2013)
Elena acaba se transformando em vampira após morrer em um acidente de carro na ponte Wickery, com o sangue de Damon ainda em seu organismo. Agora ela tem que aprender a lidar com isso, no mesmo momento em que todos descobrem que possivelmente há uma cura para o vampirismo. Apesar de estar de volta com Stefan, ela tem sentimentos mais fortes por Damon devido a um elo de transformação, algo incomum de acontecer. Além de todos procurarem um modo de encontrar a cura, tentam ao mesmo tempo encontrar uma maneira de quebrar a ligação existente entre Elena e Damon. No meio de tudo isso, Klaus descobre que existe uma antiga fraternidade de caçadores de vampiros obcecados chamada "Os Cinco", que após Elena matar o caçador Connor (Todd Williams), seu irmão Jeremy Gilbert (Steven R. McQueen) passa a ser o novo caçador através do feitiço, algo que torna tudo ainda mais complicado.

### 5.ª temporada (2013-2014)
A busca pela cura resultou na liberdade de Silas, uma duplicata milenar de Stefan, este por outro lado, foi preso em um cofre por Silas e jogado numa pedreira. Silas quer a cura, e pra isso, terá que beber o sangue de Katherine que se tranformou em humana. Elena iniciou um relacionamento sério com Damon, enquanto Tessa/Qetsiyah (Janina Gavankar), uma bruxa que no passado foi traída por Silas e quer vingança, salva Stefan do cofre. Um novo vampiro aparece em Mystic Falls, Enzo (Michael Malarkey), um antigo parceiro de Damon que busca acertos de contas. Além disso, surgem os Viajantes, uma classe de feiticeiros que estão condenados a não poder se estabelecer em lugar nenhum, que procuram quebrar a maldição dos verdadeiros bruxos, bem como fazer desaparecer toda a magia que não é pura ou criaturas que criaram, tal como os vampiros. Por outro lado, revela-se a fragilidade do "Outro Lado" e a existência de um lugar além deste para o qual todos os seres sobrenaturais são atraídos.

### 6.ª temporada (2014-2015)
Com a destruição do "Outro Lado" que resultou nas mortes de Damon e Bonnie (Kat Graham), Elena fica viciada em ervas enfeitiçadas para poder ter ilusões com Damon. Alaric Saltzman (Matthew Davis), que havia morrido e estava preso no "Outro Lado", retorna para o mundo dos vivos e tem que se acostumar com sua condição de vampiro original. Stefan tenta recomeçar uma nova vida com uma namorada e um trabalho novo como mecânico de carros. Jeremy tenta esquecer seu passado com Bonnie, dormindo com uma garota diferente a cada noite e se afundando nos vícios. Caroline (Candice King) fica preocupada com a situação de todos estes, incluindo Bonnie e Damon, que não morreram e estão presos em uma realidade alternativa vivendo o mesmo dia (10 de maio de 1994). Eles conhecem Kai Parker (Chris Wood), um bruxo que absorve a magia dos outros bruxos e ele também busca ser o mais forte bruxo de seu coven Gemini, para punir aqueles que o traíram em 1994. Damon e Bonnie percebem que Kai é uma nova ameaça.

### 7.ª temporada (2015-2016)
Após Kai Parker ter fugido de sua prisão da dimensão de 1994, ele destroi o coven Gemini e acaba infeitiçando Elena com um sono profundo para se vingar de Damon e Bonnie. Elena só acordará quando Bonnie estiver morta. Damon também tem que lidar com a chegada de Lily Salvatore (Annie Wersching) e sua família de hereges, que buscam trazer de volta à vida um vampiro perigoso chamado Julian (Todd Lasance), seu ex-líder e parceiro de Lily. Além disso, Caroline descobre que em seu ventre carrega os gêmeos de Jo e Alaric (que havia se transformado em humano) graças a um feitiço que o coven Gemini lançou antes de ser morto por Kai. Também apresenta uma narrativa dupla, combinando o presente com um salto para três anos depois, onde uma poderosa caçadora caça vampiros e os tranca em uma pedra mágica que mostra seus piores pecados.

### 8.ª temporada (2016-2017)
Com a caçadora de vampiros derrotada, agora o grupo de amigos precisa lidar com mais um problema. Damon Salvatore e Enzo St. John são possuídos por uma força sobrenatural desconhecida, mais tarde revelada como a sereia Sybil (Nathalie Kelley). Desamparados com o desaparecimento de Damon e Enzo, Stefan luta incansavelmente para achar seu irmão, enquanto Bonnie mantém sofridamente as esperanças de que irá conseguir achar Enzo. Caroline e Alaric suspeitam que alguém esteja armando contra eles, e não desconfiam que Seline (Kristen Gutoskie), a babá das gêmeas Lizzie e Josie (filhas gêmeas de Alaric e Jo, porém, geradas por Caroline), é uma sereia também. Ela tem o objetivo de oferecer as gêmeas para Arcadius (Wolé Parks) - conhecido como Diabo - para que as garotas trabalharem como suas mensageiras infernais, e, assim, livrar ela e sua irmã Sybil desse fardo milenar. Agora, Sfetan e seus amigos teram que correr contra o tempo para salvar quem eles amam.

## Produção
Inicialmente, Kevin Williamson tinha pouco interesse em desenvolver a série, pois achou a premissa muito semelhante aos romances de Twilight. No entanto, a pedido de Julie Plec, ele começou a ler os livros. Ele começou a ficar intrigado com a história: "Comecei a perceber que era uma história sobre uma pequena cidade, sobre o submundo daquela cidade e sobre o que se esconde sob a superfície." Williamson declarou que a história da cidade será o foco principal da série, em vez do ensino médio.
Em 6 de fevereiro de 2009, a Variety anunciou que The CW havia dado sinal verde para o piloto de The Vampire Diaries com Williamson e Julie Plec definidos como os principais escritores e produtores executivos. Em 19 de maio de 2009, a série foi oficialmente encomendada para a temporada 2009-2010.

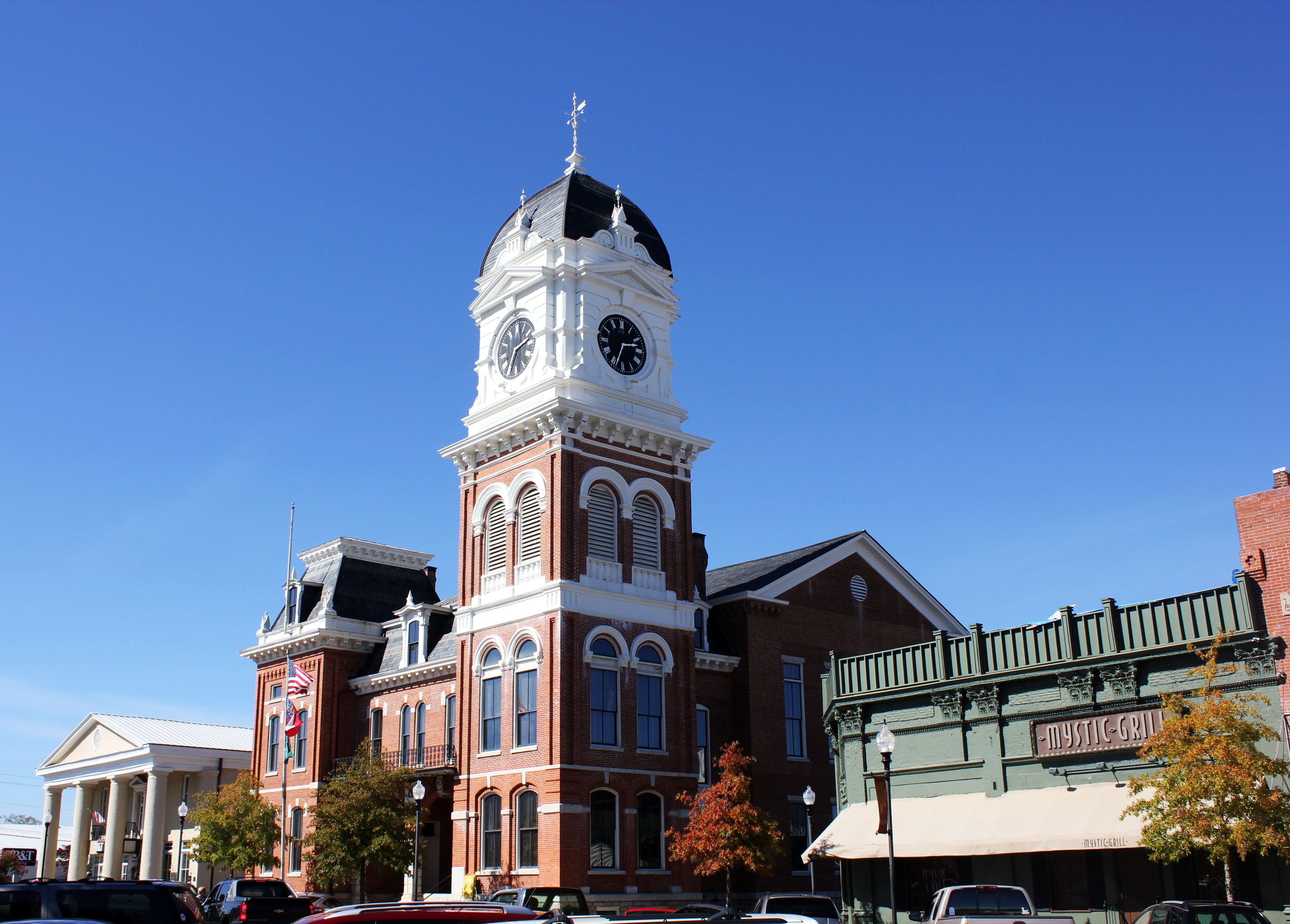
Lado noroeste de Covington Square, na cidade de Covington, Geórgia. Da esqueda para direita: O BB&T Bankhouse, o Newton County Courthouse e o Mystic Grill set de "The Vampire Diaries".

O episódio piloto foi filmado em Vancouver, British Columbia. No entanto, o resto das temporadas foram filmadas em Covington, Geórgia (que também funciona como a pequena cidade fictícia de Mystic Falls, Virgínia) e várias outras comunidades ao redor da Grande Atlanta para aproveitar os incentivos fiscais locais. Na manhã de 10 de maio de 2012, um incêndio começou no prédio na Clark Street em Covington que foi usado como cenário para Mystic Grill no programa.
A série recebeu uma ordem completa de 22 episódios em 21 de outubro de 2009, após fortes classificações na primeira metade da temporada. Em 16 de fevereiro de 2010, a CW anunciou que havia renovado o programa para uma segunda temporada, que estreou em 9 de setembro de 2010. Em 26 de abril de 2011, a CW renovou o programa para uma terceira temporada. A terceira temporada estreou em 15 de setembro de 2011. A quarta temporada estreou em 11 de outubro de 2012. A CW renovou o programa para uma quinta temporada em 11 de fevereiro de 2013. Em 13 de fevereiro de 2014, a CW renovou a série para uma sexta temporada. Em 11 de janeiro de 2015, a CW renovou a série para uma sétima temporada.
Em 6 de abril de 2015, a atriz principal Nina Dobrev confirmou que ela e o colega de elenco Michael Trevino (que interpreta Tyler Lockwood) deixariam o programa após sua sexta temporada. Dobrev voltou a gravar uma narração para o final da sétima temporada e retornou como estrela convidada no último episódio da série. Trevino apareceu como estrela convidada na sétima e oitava temporadas.
Em 11 de março de 2016, The CW renovou a série para uma oitava temporada, mas em 23 de julho de 2016, anunciou que a oitava temporada, composta por 16 episódios, seria a última do programa. A temporada final começou a ser exibida em 21 de outubro de 2016 e terminou em 10 de março de 2017. O presidente da CW, Mark Pedowitz, disse em uma entrevista no TCA de verão que The Vampire Diaries não recebeu um pedido de episódio extra para a segunda temporada a pedido de Kevin Williamson. Kevin Williamson sentiu que deveria fazer o melhor programa possível; ele preferiria fazer 22 episódios. "Prefiro ter 22 ótimos do que 24 bons se Kevin não pudesse fazer isso", explicou. Os escritores se encontraram pela primeira vez para a quinta temporada em 15 de abril de 2013. As filmagens começaram em 10 de julho de 2013 e terminaram em 10 de abril de 2014. Em 23 de julho de 2016, foi anunciado que a série terminaria após uma oitava temporada de 16 episódios.

## Exibição

### No Brasil
No Brasil, a série foi exibida no Warner Channel que exibiu às 4 primeiras temporadas completas, mas depois de tempos sem exibição, o canal da Turner Broadcasting System Latin America cedeu os direitos de exibição com exclusividade para o canal por assinatura MTV Brasil. A série foi exibida com exclusividade pela MTV Brasil desde 2 de outubro de 2013 até 10 de abril de 2017, todas as segundas-feiras às 21h00. Em rede aberta, o canal SBT exibiu a primeira temporada entre dezembro de 2011 a janeiro de 2012, às 21h30, mas a série foi engavetada por 3 anos devido baixas na audiência. A mesma voltou na programação no dia 16 de janeiro de 2015 com novo horário, 4h30 da manhã no Tele Seriados, sendo exibida somente nas sextas-feiras. Com o fim do Tele Seriados, a série parou de ser exibida, mas voltou novamente aos sábados para exibir as três últimas temporadas. A exibição das últimas temporadas ocorreu no SBT entre 23 de junho a 29 de setembro de 2018, na faixa das 00h15, substituindo Supernatural.

### Em Portugal
Em Portugal, a série estreou em 2009 pelo canal público RTP1, que transmitiu as 4 primeiras temporadas até 2013. A série passou a ser exibida pelo canal pago AXN Black desde o início de 2014, que reprisou os episódios da 1.ª à 4ª temporada, e seguiu exibindo as quatro últimas temporadas de 10 de junho de 2016 até 9 de junho de 2017. Todos os episódios foram exibidos regularmente as sextas-feiras, no horário das 19h05, na AXN Black. Mais tarde, a série passou em episódio duplo no Biggs às 21h00 em 20 de março de 2023.

## Recepção

### Crítica profissional
| Temporada | Rotten Tomatoes   | Metacritic      |
| --------- | ----------------- | --------------- |
| 1         | 73% (30 reviews)  | 57 (31 reviews) |
| 2         | 100% (12 reviews) | 78 (5 reviews)  |
| 3         | 90% (10 reviews)  | —               |
| 4         | 69% (16 reviews)  | —               |
| 5         | 100% (13 reviews) | —               |
| 6         | 81% (16 reviews)  | —               |
| 7         | 77% (13 reviews)  | —               |
| 8         | 100% (16 reviews) | —               |

Poster promocional da primera temporada da série, estapando Paul Wesley (Stefen), Nina Dobrev (Elena) e Ian Somerhalder (Damon).

As críticas para The Vampire Diaries foram inicialmente mistas, mas melhoraram significativamente ao longo do show. Metacritic deu ao show uma pontuação de 57 (de 100) com base em avaliações de 31 críticos, indicando "avaliações mistas ou médias". Entertainment Weekly deu ao piloto um B+, declarando que o show "sinaliza um retorno bem-vindo à forma para o escritor e produtor Kevin Williamson." O crítico, Ken Tucker, encerrou sua crítica escrevendo que "Diaries nos promete uma temporada de diversão de língua afiada." Linda Stasi, do New York Post, deu à estreia uma pontuação perfeita, dizendo que ela foi "fisgada após um episódio." Stasi elogiou o ritmo do episódio e a "ação cruel e sangrenta de vampiros", que "começa na cena de abertura e continua ao longo de The Vampire Diaries com tanta ferocidade e velocidade que é realmente assustador." Por outro lado, Tim Goodman, do San Francisco Chronicle, deu ao episódio uma análise altamente crítica, chamando a série de "horrível". Goodman não gostou do diálogo e esperava que os figurantes de Buffy the Vampire Slayer "retornassem em massa para devorar o elenco de Vampire Diaries, além de quaisquer roteiros restantes."
Muitos críticos de TV sentiram que a série melhorou a cada episódio. Sarah Hughes, do The Independent, diz que The Vampire Diaries se transforma em "uma série bem elaborada e interessantemente desenvolvida" apesar de um episódio de abertura medíocre. O The New York Post também elogiou a interpretação de Elena, achando a personagem uma mulher de mente forte que não permitiu que seus sentimentos pelo namorado a controlassem. Karla Peterson, do The San Diego Union-Tribune, disse que "o drama sobrenatural é uma produção de primeira classe, apresentando um elenco insanamente lindo, roteiros afiados e uma vibração taciturna que é difícil até para o adulto mais sensato resistir." Mike Hale, do The New York Times, deu à série uma menção honrosa em sua lista dos melhores programas de TV de 2009.
A segunda temporada do programa abriu com críticas favoráveis. No Metacritic, tem uma pontuação de 78 (de 100) com base em avaliações de cinco críticos, indicando "avaliações geralmente favoráveis". À medida que a série progredia e se desenvolvia na terceira temporada, os críticos elogiaram as representações dos personagens principais e o desenvolvimento das personagens femininas, como Elena Gilbert interpretada por Nina Dobrev, Bonnie Bennett interpretada por Kat Graham e Caroline Forbes interpretada por Candice King.
O final da terceira temporada, "The Departed", recebeu aclamação da crítica. Diana Steenbergen, da IGN, elogiou o episódio e os escritores por esclarecer histórias e fazer com que todas elas chegassem ao auge. Ela também elogiou a performance de Dobrev neste episódio, abordando seu comportamento como outra razão pela qual a revelação final de Meredith foi mais chocante e crível. Da mesma forma, Mandi Bierly, da Entertainment Weekly, elogiou as habilidades dos escritores em criar uma reviravolta final mais inesperada.

### Audiência
A estreia da série The Vampire Diaries em 11 de setembro de 2009 foi a maior da CW na época, acumulando 4,91 milhões de espectadores. Somando os números do DVR, as classificações da estreia aumentaram para 5,7 milhões de espectadores oficiais. Em 2016, um estudo do New York Times sobre os 50 programas de TV com mais curtidas no Facebook descobriu que "como vários outros programas que se concentram no sobrenatural", The Vampire Diaries era "um pouco mais popular fora das cidades. Dito isso, o fandom do programa tem a menor quantidade de variação espacial de todos os 50 programas".
A seguir está uma tabela para as classificações sazonais com base na média total de espectadores estimados por episódio de The Vampire Diaries. "Rank" refere-se à classificação de The Vampire Diaries em comparação com outras séries de televisão, que foram ao ar durante o horário nobre.
| Temporada | Horário (ET)                                           | Episódios | Primeira exibição      | Primeira exibição   | Última exibição     | Última exibição     | Temporada televisiva | Rank | Méd. audiência (milhões) |
| Temporada | Horário (ET)                                           | Episódios | Data                   | Audiência (milhões) | Data                | Audiência (milhões) | Temporada televisiva | Rank | Méd. audiência (milhões) |
| --------- | ------------------------------------------------------ | --------- | ---------------------- | ------------------- | ------------------- | ------------------- | -------------------- | ---- | ------------------------ |
| 1         | Quinta-feira 8:00 pm                                   | 22        | September 10, 2009     | 4.91                | 13 de maio de 2010  | 3.47                | 2009–10              | 116  | 3.60                     |
| 2         | Quinta-feira 8:00 pm                                   | 22        | 9 de setembro de 2010  | 3.36                | 12 de maio de 2011  | 2.86                | 2010–11              | 193  | 3.17                     |
| 3         | Quinta-feira 8:00 pm                                   | 22        | 15 de setembro de 2011 | 3.10                | 10 de maio de 2012  | 2.53                | 2011–12              | 166  | 2.91                     |
| 4         | Quinta-feira 8:00 pm                                   | 23        | 11 de outubro de 2012  | 3.18                | 16 de maio de 2013  | 2.24                | 2012–13              | 133  | 2.97                     |
| 5         | Quinta-feira 8:00 pm                                   | 22        | 3 de outubro de 2013   | 2.59                | 15 de maio de 2014  | 1.61                | 2013–14              | 147  | 2.68                     |
| 6         | Quinta-feira 8:00 pm                                   | 22        | 2 de outubro de 2014   | 1.81                | 14 de maio de 2015  | 1.44                | 2014–15              | 160  | 1.54                     |
| 7         | Quinta-feira 8:00 pm (1–9) Sexta-feira 8:00 pm (10–22) | 22        | 8 de outubro de 2015   | 1.38                | 13 de maio de 2016  | 1.04                | 2015–16              | 141  | 1.95                     |
| 8         | Sexta-feira 8:00 pm                                    | 16        | 21 de outubro de 2016  | 0.98                | 10 de março de 2017 | 1.15                | 2016–17              | 140  | 1.71                     |

## Lançamento de mídia doméstica
A primeira temporada foi lançada em DVD nas Regiões 1, 2 e 4. Também em Blu-ray nas Regiões A e B. Ambas as versões dos Estados Unidos incluem comentários do elenco e membros da equipe em episódios selecionados, cenas deletadas, featurettes de bastidores, webisodes e um audiolivro para download de The Vampire Diaries: The Awakening de LJ Smith. Foi lançado em DVD na Região 2 em 23 de agosto de 2010. Após esse lançamento, a Região 1 começou a vender DVDs em 31 de agosto de 2010, e a Região 3 em 1 de setembro de 2010. Na Região A, foi lançado em Blu-ray em 31 de agosto de 2010. Os lançamentos da Região B variaram; Reino Unido em 23 de agosto de 2010, Brasil em 26 de agosto de 2010, e Austrália em 1 de setembro de 2010.
A 2ª temporada de The Vampire Diaries estará disponível em DVD e Blu-ray em 30 de agosto de 2011. Os lançamentos da Região B variaram; Reino Unido em 22 de agosto de 2011, Brasil em 25 de agosto de 2011. The Vampire Diaries: Temporada 3 estará disponível em DVD e Blu-ray em 11 de setembro e A e em 5 de setembro de 2012, para as Regiões 4 e B. The Vampire Diaries: Temporada 4 estava disponível em DVD e Blu-ray em 15 de setembro de 2013.
No Japão, a quarta temporada foi lançada em uma coleção especial, incluindo bônus não disponíveis em outros lugares. Incluídos na coleção estão uma tornozeleira, cartões de imagem promocionais e um livreto sobre o elenco.
| Temporada | Data de lançamento do DVD | Data de lançamento do DVD | Data de lançamento do DVD | Data de lançamento do Blu-ray | Data de lançamento do Blu-ray | Data de lançamento do Blu-ray | Data de lançamento do Blu-ray |
| Temporada | Data de lançamento do DVD | Data de lançamento do DVD | Data de lançamento do DVD | Região A                      | Região A                      | Região B                      | Região B                      |
| Temporada | Região 1                  | Região 2                  | Região 4                  | Estados Unidos                | Canadá                        | Reino Unido                   | Austrália                     |
| --------- | ------------------------- | ------------------------- | ------------------------- | ----------------------------- | ----------------------------- | ----------------------------- | ----------------------------- |
| 1         | 31 de agosto de 2010      | 23 de agosto de 2010      | 1 de setembro de 2010     | 31 de agosto de 2010          | 31 de agosto de 2010          | 23 de agosto de 2010          | 1 de setembro de 2010         |
| 2         | 30 de agosto de 2011      | 22 de agosto de 2011      | 7 de setembro de 2011     | 30 de agosto de 2011          | 30 de agosto de 2011          | 22 de agosto de 2011          | 7 de setembro de 2011         |
| 1–2       |                           | 22 de agosto de 2011      | 9 de novembro de 2011     |                               |                               | 22 de agosto de 2011          |                               |
| 3         | 11 de setembro de 2012    | 20 de agosto de 2012      | 3 de outubro de 2012      | 11 de stembro de 2012         | 11 de setembro de 2012        | 20 de agosto de 2012          | 3 de outubro de 2012          |
| 1–3       |                           | 20 de agosto de 2012      | 17 de outubro de 2012     |                               |                               | 20 de agosto de 2012          | 3 de outubro de 2012          |
| 4         | 3 de setembro de 2013     | 26 de agosto de 2013      | 2 de outubro de 2013      | 3 de setembro de 2013         | 3 de setembro de 2013         | 26 de agosto de 2013          | 2 de outubro de 2013          |
| 1–4       |                           | 26 de agosto de 2013      | 2 de outubro de 2013      |                               |                               | 26 de agosto de 2013          | 2 de outubro de 2013          |
| 5         | 9 de setembro de 2014     | 27 de outubro de 2014     | 24 de setembro de 2014    | 9 de setembro de 2014         | 9 de setembro de 2014         | 27 de outubro de 2014         | 24 de setembro de 2014        |
| 1–5       |                           | 27 de outubro de 2014     | 1 de outubro de 2014      |                               |                               | 27 de outubro de 2014         |                               |
| 6         | 1 de setembro de 2015     | 26 de outubro de 2015     | 9 de setembro de 2015     | 1 de setembro de 2015         | 1 de setembro de 2015         | 26 de outubro de 2015         | 9 de setembro de 2015         |
| 1–6       |                           | 26 de outubro de 2015     | 26 de setembro de 2015    | 26 de outubro de 2015         | 26 de outubro de 2015         | 26 de outubro de 2015         | 23 de setembro de 2015        |
| 7         | 16 de agosto de 2016      | 24 de outubro de 2016     | 24 de agosto de 2016      | 16 de agosto de 2016          | 16 de agosto de 2016          | 24 de outubro de 2016         | 24 de agosto de 2016          |
| 1–7       | N/A                       | 24 de outubro de 2016     | N/A                       | 24 de outubro de 2016         | 24 de outubro de 2016         | 24 de outubro de 2016         |                               |
| 8         | 13 de junho de 2017       | 23 de outubro de 2017     | 14 de junho de 2017       | 13 de junho de 2017           | 13 de junho de 2017           | 23 de outubro de 2017         | 14 de junho de 2017           |
| 1–8       | 13 de junho de 2017       | 23 de outubro de 2017     | 14 de junho de 2017       | 13 de junho de 2017           | 13 de junho de 2017           | 23 de outubro de 2017         | 14 de junho de 2017           |

## Spin off
A ex-presidente de entretenimento da The CW, Dawn Ostroff, mencionou uma ideia de spin-off em 2010 que ela disse que poderia acontecer em alguns anos. Um spin-off estava em desenvolvimento para estrear na temporada de outono de 2011 da TV dos EUA, mas devido ao compromisso de Kevin Williamson com The Secret Circle, foi colocado em espera indefinidamente.

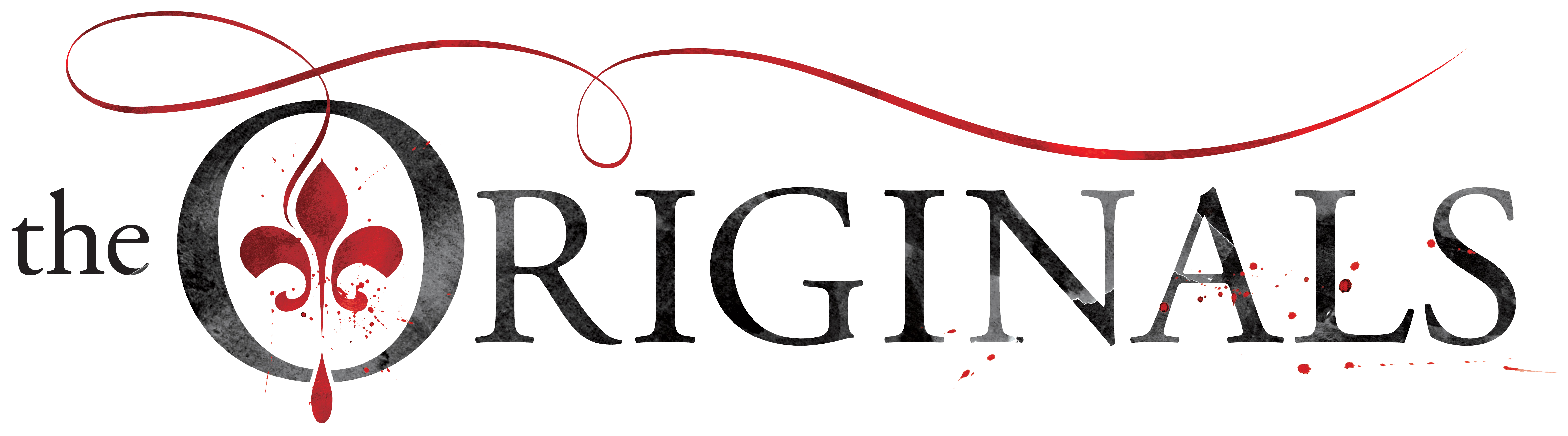
Logo de The Originals

Em 11 de janeiro de 2013, foi anunciado que um piloto de backdoor focado nos Originais, estrelado por Joseph Morgan como Klaus e intitulado The Originals, iria ao ar em 25 de abril para uma possível série para a temporada 2013-2014. Esta segunda tentativa de spin-off foi realizada por Julie Plec sem o envolvimento de Kevin Williamson.
Em 26 de abril de 2013, a CW anunciou que The Originals havia sido encomendado para a estreia da série na temporada de televisão de 2013-2014. The Originals estreou em 3 de outubro de 2013.
The Originals é sobre os irmãos Mikaelson, que são a família original de vampiros, e sua tomada do French Quarter de Nova Orleans. O show também envolve a filha de Hayley e Klaus, Hope.
Os produtores relataram que haveria uma transição dos personagens em ambas as séries. Claire Holt fez uma participação especial em The Vampire Diaries, nos episódios "I Know What You Did Last Summer" e "500 Years of Solitude". Michael Trevino fez uma participação especial nos episódios de The Originals, "Bloodletting" e "The River In Reverse". Joseph Morgan, Daniel Gillies e Claire Holt retornaram a The Vampire Diaries em uma participação especial no 100º episódio da série "500 Years of Solitude". Nina Dobrev também apareceu no quinto episódio da segunda temporada de The Originals, "Red Door", como Tatia, outra doppelgänger.
Na turnê de imprensa de inverno de 2016 da Television Critics Association, o presidente da CW, Mark Pedowitz, anunciou um crossover oficial entre The Vampire Diaries e The Originals, onde Stefan foge e encontra um refúgio em Nova Orleans, onde encontra Klaus.

## Material relacionado
Em 31 de outubro de 2013, a DC Comics lançou uma série de histórias em quadrinhos baseada no programa de TV.